# 吉田健人
吉田 健人（よしだ けんと、1992年12月10日 - ）は、日本のフェンシング選手。右利きのサーブル選手。2020年東京オリンピック、2024年パリオリンピックに出場。警視庁第4機動隊に所属。東京の東亜学園高等学校時代はフルーレ選手だったが、法政大学でサーブルに転向。2019年世界選手権でロンドン・リオ・のちの東京五輪で3連覇のアーロン・シラーギを破った。自身の武器はスピードのある攻撃だという。日本の男子サーブル選手として、 主要国際大会で史上初のメダルを獲得した。

## 経歴

### 幼少期
1992年12月10日、岩手県盛岡市にて誕生。父親はバレーボールVリーグ男子のFC東京で総監督を務め、コーチや分析担当として1988年ソウル、2008年北京の両五輪に出場している吉田清司。小金井市立本町小学校、小金井市立小金井第一中学校を卒業した。中学生の頃まではサッカーをしていたが、入学した東亜学園高等学校にてフェンシング部があり、新しいスポーツを始めたいと思い、フェンシングを始めた。当時の顧問が体験入部に誘い、そのまま入部する事となった。最初はつまらないと感じていたが、一年生の頃の夏合宿の最終日にファイティングに入れることとなり、そこから少しずつ楽しくなっていったという。その後、法政大学法学部に進学。同大学にて、顧問や先輩達からサーブルの方が向いていると言われ、吉田もサーブルに関心を持っていた為、当初はフルーレだったが、サーブルに切り替えた。サーブルに切り替えた後の最初の1.2ヶ月は難しかったという。徐々に結果が出るようになり、この頃には世界ジュニア選手権にも出れるようになり、そこからサーブルの魅力を感じていった。

### 東京オリンピック
初のオリンピック出場となった2020年東京オリンピックでは、男子サーブル個人に出場をしたが、1回戦にてホセ・キンテロ（ベネズエラ）との戦いで13-15で破れた。吉田は、「フェンシングを始めてから、ここまで来られたことへの感謝の気持ちを持ってプレーし、恩を返せるようにしたい」と話していた。

### 全日本選手権
全日本選手権大会では2019年は3位、2020年は2位であったが、2021年、第74回全日本フェンシング選手権大会では同じく東京五輪代表の徳南堅太と対戦し、14-15で勝利した。吉田は「応援ありがとうございました。今日は自分の持ち味であるスピードを活かした戦術が上手くいきました。今回の結果で、いままで世界大会でメダルがなかった男子サーブルにも勢いがつくと感じています。次の大会でもいい結果を出せるよう、チーム一丸となって頑張りますので、今後とも応援よろしくお願いします。」と述べている。

### フェンシング・ワールドカップ
2021年11月13日、フランスオルレアンにてフェンシング・ワールドカップが開催され、男子サーブル個人で銅メダルを獲得した。男子サーブルの世界大会におけるメダル獲得は、日本フェンシング史上初のメダリストである。

### アジア選手権
2022年6月13日、韓国ソウルで行われたフェンシングアジア選手権にて男子サーブル団体が行われ、吉田健人、ストリーツ海飛、星野剣斗、小久保真旺のメンバーで挑み、銀メダルを獲得した。

### パリオリンピック
2024年パリオリンピック男子サーブル個人では初戦となる2回戦でイランのアリ・パクダマンに11対15で敗れた。

## エピソード
- 吉田は父親である清司に、「最高の舞台だと幼少期から聞いていた。フェンシングを始めた時は五輪を目指す感覚はなかったけど、成績が出るようになってからは『ぜひ立ってほしい』という話をされるようになった」と話した[12]。

## 競技結果

### 国際大会
| 年   | 大会         | 開催都市   | 種目             | 結果 |
| ---- | ------------ | ---------- | ---------------- | ---- |
| 2019 | アジア選手権 | 千葉       | 男子サーブル団体 | 2nd  |
| 2021 | グランプリ   | オルレアン | 男子サーブル個人 | 3rd  |
| 2022 | アジア選手権 | ソウル     | 男子サーブル団体 | 2nd  |

### 全日本選手権
| 年   | 回     | 種目             | 結果 |
| ---- | ------ | ---------------- | ---- |
| 2013 | 第66回 | 男子サーブル個人 | 10th |
| 2014 | 第67回 | 男子サーブル個人 | 3rd  |
| 2015 | 第68回 | 男子サーブル個人 | 16th |
| 2016 | 第69回 | 男子サーブル個人 | 10th |
| 2017 | 第70回 | 男子サーブル個人 | 25th |
| 2018 | 第71回 | 男子サーブル個人 | 5th  |
| 2019 | 第72回 | 男子サーブル個人 | 3rd  |
| 2020 | 第73回 | 男子サーブル個人 | 2nd  |
| 2021 | 第74回 | 男子サーブル個人 | 1st  |
| 2022 | 第75回 | 男子サーブル個人 | 2nd  |
| 2023 | 第76回 | 男子サーブル個人 | 1st  |